# Asasp-Arros
Asasp-Arros – miejscowość i gmina we Francji, w regionie Nowa Akwitania, w departamencie Pireneje Atlantyckie.
Według danych na rok 1990 gminę zamieszkiwało 601 osób, a gęstość zaludnienia wynosiła 25 osób/km² (wśród 2290 gmin Akwitanii Asasp-Arros plasuje się na 643. miejscu pod względem liczby ludności, natomiast pod względem powierzchni na miejscu 401.).